# Mohammad Ansari
Mohammad Ansari (in persiano محمد انصاری‎; Teheran, 23 settembre 1991) è un ex calciatore iraniano, di ruolo difensore.

## Statistiche

### Cronologia presenze e reti in nazionale
| Cronologia completa delle presenze e delle reti in nazionale ― Iran | Cronologia completa delle presenze e delle reti in nazionale ― Iran | Cronologia completa delle presenze e delle reti in nazionale ― Iran | Cronologia completa delle presenze e delle reti in nazionale ― Iran | Cronologia completa delle presenze e delle reti in nazionale ― Iran | Cronologia completa delle presenze e delle reti in nazionale ― Iran | Cronologia completa delle presenze e delle reti in nazionale ― Iran | Cronologia completa delle presenze e delle reti in nazionale ― Iran |
| Data                                                                | Città                                                               | In casa                                                             | Risultato                                                           | Ospiti                                                              | Competizione                                                        | Reti                                                                | Note                                                                |
| ------------------------------------------------------------------- | ------------------------------------------------------------------- | ------------------------------------------------------------------- | ------------------------------------------------------------------- | ------------------------------------------------------------------- | ------------------------------------------------------------------- | ------------------------------------------------------------------- | ------------------------------------------------------------------- |
| 11-11-2016                                                          | Shah Alam                                                           | Iran                                                                | 8 – 1                                                               | Papua Nuova Guinea                                                  | Amichevole                                                          | -                                                                   |                                                                     |
| 31-8-2017                                                           | Seul                                                                | Corea del Sud                                                       | 0 – 0                                                               | Iran                                                                | Qual. Mondiali 2018                                                 | -                                                                   |                                                                     |
| 5-9-2017                                                            | Teheran                                                             | Iran                                                                | 2 – 2                                                               | Siria                                                               | Qual. Mondiali 2018                                                 | -                                                                   | 57’                                                                 |
| 17-3-2018                                                           | Teheran                                                             | Iran                                                                | 4 – 0                                                               | Sierra Leone                                                        | Amichevole                                                          | -                                                                   | 55’                                                                 |
| Totale                                                              |                                                                     | Presenze                                                            | 4                                                                   |                                                                     | Reti                                                                | 0                                                                   |                                                                     |

## Palmarès

### Club

#### Competizioni nazionali
- Campionato iraniano: 4

Persepolis: 2016-2017, 2017-2018, 2018-2019, 2019-2020
- Coppa d'Iran: 1

Persepolis: 2018-2019
- Supercoppa dell'Iran: 4

Persepolis: 2017, 2018, 2019, 2020